# Acier cémenté
Ne doit pas être confondu avec Acier de cémentation.
 (janvier 2023).
Si vous disposez d'ouvrages ou d'articles de référence ou si vous connaissez des sites web de qualité traitant du thème abordé ici, merci de compléter l'article en donnant les références utiles à sa vérifiabilité et en les liant à la section « Notes et références ».
L'acier cémenté ou acier de cémentation moderne est un acier durci en surface par induction d'autres corps minéraux solides, appelés "céments". Par exemple, le durcissement superficiel peut être réalisé par induction de carbone à haute température. Les céments solides, par exemple le charbon de bois et la carbonate de calcium, peuvent être employés pour les traitements thermiques : le carbone diffuse lentement dans le métal à chaud, ce qui permet le durcissement superficiel et une excellente résistance à l'usure de la surface de la pièce.

## Techniques
Différentes méthodes de cémentation ont été mises au point pour permettre de travailler avec des aciers pauvres en carbone, plus ductiles et malléables, et donc plus faciles à travailler, mais moins résistants. Une fois la forme finale obtenue, le procédé permettra d'obtenir un acier très dur en surface, et donc presque aussi résistant qu'un acier à haute teneur en carbone, qui est lui plus difficile à travailler.
L'induction durcissante, entre 500 et 580°C, peut être associée à une carbonitruration ou à une nitruration. Elle peut être utilisée en complément de la trempe qui redonne une structure martensitique.
La cémentation à hautes températures peut être conduite :
- i) en bloc, batteries ou caisse avec céments solides,
- ii) au gaz,
- iii) au liquide ou en bains de sels,
- iv) sous vide,
- vi) au plasma.

## Autres liens connexes
- Durcissement par cémentation détaillé par Yaozu Deng
- Les cinq méthodes de carburation superficielle